# Нейтронне число

Ця діаграма показує період напіврозпаду (T _{½}) різних ізотопів із Z протонами та числом нейтронів N.

Нейтронне число, символ N, це кількість нейтронів у нукліді.
Атомне число (протонне число) плюс нейтронне число дорівнює масовому числу : Z + N = A. Різниця між нейтронним числом і атомним номером відома як надлишок нейтронів: D = N − Z = A − 2Z
Нейтронне число не записується явно в нотації символів нуклідів, але може бути виведено, оскільки це різниця між двома лівими числами (атомним номером і масою).
| елемент           | C: Вуглець, без конкретного ізотопу                                                                             |
| Ізотоп/нуклід     | 14C : вуглець-14.                                                                                               |
| З атомним номером | 146C: Вуглець-14. Нічого більш конкретного (вуглець завжди має шість протонів), але може бути більш зрозумілим. |

Нукліди, які мають однакове нейтронне число, але різне число протонів, називаються ізотонами. Це слово було утворено шляхом заміни p в ізотопі на n для нейтрона. Нукліди, що мають однакове масове число, називають ізобарами. Нукліди, які мають однаковий надлишок нейтронів, називають ізодіаферами.
Хімічні властивості в першу чергу визначаються протонним числом, яке визначає, до якого хімічного елемента входить нуклід; нейтронне число має лише незначний вплив.
Нейтронне число цікавить насамперед ядерні властивості. Наприклад, актиноїди з непарним числом нейтронів зазвичай розщеплюються (розщеплюються повільними нейтронами), тоді як актиніди з парним числом нейтронів зазвичай не розщеплюються (але розщеплюються швидкими нейтронами).
Лише 58 стабільних нуклідів мають непарне число нейтронів, у порівнянні з 194 з парним числом нейтронів. Жоден ізотоп з непарним числом нейтронів не є найбільш поширеним ізотопом у своєму елементі, за винятком берилію-9 (який є єдиним стабільним ізотопом берилію), азоту-14 і платини-195.
Немає стабільних нуклідів з нейтронним числом 19, 21, 35, 39, 45, 61, 89, 115, 123 або ≥ 127. Існує 6 стабільних нуклідів і один первинний радіоактивний нуклід з нейтронним числом 82 (82 — це нейтронне число з найбільш стабільними нуклідами, оскільки це магічне число): барій-138, лантан-139, церій-140, празеодим-141, неодим-142 і самарій-144, а також радіоактивний первинний нуклід ксенон-136, який розпадається дуже повільним подвійним бета-процесом. За винятком 20, 50 і 82 (усі ці три числа є магічними числами), усі інші нейтронні числа мають не більше 4 стабільних нуклідів (у випадку 20 є 5 стабільних нуклідів 36S, 37Cl, 38Ar, 39K, і 40Ca, а у випадку 50 — 5 стабільних нуклідів: 86Kr, 88Sr, 89Y, 90Zr і 92Mo, і 1 радіоактивний первинний нуклід 87Rb). Більшість непарних нейтронних чисел мають щонайбільше один стабільний нуклід (виняток становлять 1 (2H і 3He), 5 (9Be і 10B), 7 (13C і 14N), 55 (97Mo і 99Ru) і 107 (179Hf і 180mTa). Однак деякі парні нейтронні числа також мають лише один стабільний нуклід; ці числа: 2 (4He), 4 (7Li), 84 (142Ce), 86 (146Nd) і 126 (208Pb).
Лише два стабільні нукліди мають менше нейтронів, ніж протонів: водень-1 і гелій-3. Водень-1 має найменше нейтронне число 0.